# Шеріл Сандберг
Ше́ріл Ка́ра Сендберґ (нар. 28 серпня 1969 р.) — американська підприємиця, економістка, активістка, письменниця-феміністка, філантропка та меценатка. Головна операційна директорка Facebook з 2008 року, членкиня ради директорів Facebook з 2012 року, засновниця LeanIn.Org та меценатка. До того, як приєднатися до Facebook, віцепрезидент з глобальних продажів та операцій у Google, брала участь у благодійному відгалуженні Google.org. До цього працювала керівницею апарату міністра фінансів США Лоуренса Саммерса.
У 2012 увійшла до Time 100, рейтингу сотні найвпливовіших людей світу. У 2012 році Шеріл Сендберг увійшла до ради директорів Facebook і стала мільярдеркою. У 2019 Forbes оцінював її статок у 1,5 мільярда доларів.

## Ранні роки
Народилася в 1969 році у Вашингтоні, округ Колумбія, в єврейській сім'ї. Її мати була викладачкою французької мови в коледжі, а батько — офтальмологом. З дитинства була відмінницею, займалася спортом (і в старших класах навіть вела заняття з аеробіки).

## Кар'єра
- 1991 р. — магістратура, Гарвардський університет
- 1995 р. — магістратура з бізнес-адміністрування, Бізнес-школа Гарвардського університету.

Під час навчання в Гарварді Сендберг познайомилася з Лоренсом Саммерсом — викладачем економіки, який в 1990-х працював головним економістом у Світовому банку, а потім міністром фінансів США. Саммерс став для неї другом і наставником; на початку 1990-х він покликав Сандберг до Світового банку на посаду наукової співробітниці (вона займалася проблемами інфекційних захворювань в Індії), а в 1996-му вона очолила його апарат в міністерстві фінансів. У проміжку Сендберг встигла повернутися в університет і закінчити бізнес-школу.
У 2001 році, коли Саммерс пішов з посади, Шеріл Сендберг влаштувалася в Google. У той час пошуковик тільки запустив сервіс контекстної реклами Google AdWords, який пізніше став для компанії основним джерелом прибутку. Сендберг займалася питаннями монетизації. У тому ж році у її команді було чотири людини, в 2008-му, коли Сендберг йшла з компанії, там працювали 4 тисячі фахівців. Економістка також зробила внесок в запуск благодійного розділу Google.org.
Після шести років роботи, перебуваючи на посаді віцепрезидента за світовими онлайн-продажами, Сендберг була готова увійти в топ-менеджмент компанії, проте місця для неї не знайшлося. Генеральний директор Google Ерік Шмідт запропонував їй пост фінансової директорки. Вона відмовилася, вважаючи цю посаду недостатньо відповідальною. «Її цікавила позиція операційної директорки, але всі рішення в Google брала на себе трійка засновників: Ерік Шмідт, Ларрі Пейдж і Сергій Брін, — писав про Сендберг у 2011 році журнал New Yorker. — Ускладнювати цю структуру в компанії не хотіли».
Зустріч, що визначила долю і самої Сендберг, і компанії Facebook, сталася 24 грудня 2007 року на різдвяній вечірці у колишнього операційного директора Yahoo Дена Розенсвейга. Шеріл Сендберг була до того моменту однією з найуспішніших жінок в американській IT-індустрії, а Марк Цукерберг, за висловом автора Buzzfeed — «23-річною дитиною», що несподівано опинилася на чолі однієї з найвідоміших IT-компаній світу.
Після кількох довгих перемовим відбулась домовленість: Шеріл Сендберг стане операційною директоркою Facebook і буде займатися стратегією монетизації. Попри старання керівництва Google відрадити її, в березні 2008 року Сендберг звільнилася з корпорації і вийшла на роботу в компанію Цукерберга.
Прихід Шеріл Сендберг в Facebook найчастіше описують як появу в компанії «дорослої людини». До 2008 року Сендберг стала не просто хорошою менеджеркою: в її особі компанія отримала управліницю з економічною освітою, досвідом роботи в Вашингтоні і досконалим розумінням того, як влаштована мережева економіка.
Ще в лютому 2008 року керівництво Facebook формулювало свою стратегію так: «Потрібно зробити найкращий сайт, а тоді і гроші з'являться». До кінця весни — на третьому місяці роботи Сендберг — компанія прийняла стратегію монетизації через рекламу і спонсорський контент.
Коли Facebook почала приносити прибуток, Сендберг фактично стала в компанії другою за важливістю людиною — вона займалася продажами, маркетингом і розвитком, а також відповідала за кадри, зв'язки зі ЗМІ та громадськістю.
У 2012 році Шеріл Сендберг увійшла до ради директорів Facebook, ставши першою жінкою в її складі, а незабаром стала мільярдеркою: станом на початок 2012 року їй належало понад 40 мільйонів акцій компанії. Після виходу Facebook на біржу Сендберг продала велику частину. Зараз Forbes оцінює її статок у півтора мільярда доларів.
Шеріл Сендберг вважають головною відповідальною за те, що Facebook стала єдиною технологічною компанією, що отримала статус «суперєдинорога» (єдинорогами називають IT-стартапи, чия ринкова вартість оцінюється в мільярд доларів і вище; оцінка Facebook станом на 2012 рік перевищувала 100 мільярдів). Як пише Buzzfeed, Сендберг і сама виявилася в світі IT-компаній чимось на зразок єдинорога: її ім'я стало прозивним, і кожна велика компанія мріє роздобути свою Шеріл.

## «Включайся: жінки, робота й воля вести за собою»
У травні 2013 року вийшла друком книга Шеріл Сендберґ «Включайся: жінки, робота й воля вести за собою», що одразу стала бестселером New York Times та Amazon. Спираючись на власну історію, Сендберґ розповідає у книзі про сексизм на робочому місці та заохочує жінок серйозніше ставитися до кар'єри, а чоловіків — брати свою половину хатньої неоплачуваної роботи. Попри успіх книги, вона викликала і критику, в тому числі з боку феміністок.
2017 року у співавторстві з психологом Адамом Грантом Сендберг випустила книгу Option B («План Б»).

## Заяви
23 травня 2012 р. Сендберґ виголосила промову перед випускниками Бізнес-школи Гарварду, поділившись досвідом успіху в Силіконовій долині та рівноправ'я жінок і чоловіків у бізнесі.
«Ви входите в інший діловий світ, ніж входила я. Мій тільки починав об'єднуватися, ваш — надто об'єднаний. Мій був конкурентний, ваш — на порядок конкурентніший. Мій змінювався швидко, а ваш змінюється ще швидше. В той час, як розпадаються традиційні структури, також повинне еволюціонувати і лідерство — від ієрархії до спільної відповідальності, від командування і контролю до вислуховування та спрямування».